# Lista de episódios de Que Talento!
Esta é a lista de episódios de Que Talento!, série de televisão brasileira que estreou no Disney Channel Brasil em 2014. A série também foi televisionada no Mundo Disney do SBT.

## Resumo
| Temporada | Temporada | Episódios | Episódios | Exibição original       | Exibição original       |
| Temporada | Temporada | Episódios | Episódios | Estreia de Temporada    | Final de Temporada      |
| --------- | --------- | --------- | --------- | ----------------------- | ----------------------- |
|           | 1         | 14        | 1         | 17 de maio de 2014      | 17 de maio de 2014      |
|           | 1         | 14        | 6         | 17 de maio de 2014      | 2 de junho de 2014      |
|           | 1         | 14        | 7         | 17 de agosto de 2014    | 27 de novembro de 2014  |
|           | 2         | 12        | 6         | 2 de janeiro de 2015    | 21 de fevereiro de 2015 |
|           | 2         | 12        | 6         | 27 de maio de 2015      | 12 de junho de 2015     |
|           | 3         | 26        | 13        | 15 de fevereiro de 2016 | 4 de março de 2016      |
|           | 3         | 26        | 13        | 28 de março de 2016     | 15 de abril de 2016     |

## 1ª Temporada (2014)
| Primeira Parte |    |                         |                        |
| 1              | 1  | "Piloto"                | 17 de maio de 2014     |
| 2              | 2  | "Concurso Animal"       | 24 de maio de 2014     |
| 3              | 3  | "Garagem do Pânico"     | 24 de maio de 2014     |
| 4              | 4  | "Gelzinho"              | 25 de maio de 2014     |
| 5              | 5  | "Dança dos Astros"      | 31 de maio de 2014     |
| 6              | 6  | "Jogo do Amor"          | 1 de junho de 2014     |
| 7              | 7  | "Hipnose Maluca"        | 2 de julho de 2014     |
| Segunda Parte  |    |                         |                        |
| 8              | 8  | "A Infiltrada"          | 17 de agosto de 2014   |
| 9              | 9  | "I Love BT"             | 27 de agosto de 2014   |
| 10             | 10 | "O Fantasma da Obra"    | 7 de setembro de 2014  |
| 11             | 11 | "Por Um Fio"            | 17 de setembro de 2014 |
| 12             | 12 | "A Caixa"               | 27 de setembro de 2014 |
| 13             | 13 | "30 Minutos"            | 7 de novembro de 2014  |
| 14             | 14 | "A Premiação (Parte 1)" | 27 de novembro de 2014 |

## 2ª Temporada (2015)
| Primeira Parte |    |                                     |                         |
| 15             | 1  | "A Premiação (Parte 2)"             | 2 de janeiro de 2015    |
| 16             | 2  | "A Máquina Maluca!"                 | 7 de janeiro de 2015    |
| 17             | 3  | "Barulho Vende Tudo?"               | 17 de janeiro de 2015   |
| 18             | 4  | "Torta Kara-Okê!"                   | 27 de janeiro de 2015   |
| 19             | 5  | "A Demo do College 11"              | 20 de fevereiro de 2015 |
| 20             | 6  | "A Cena do Talento!"                | 21 de fevereiro de 2015 |
| Segunda Parte  |    |                                     |                         |
| 21             | 7  | "O Verdadeiro Dono do Cai-Não-Cai!" | 27 de maio de 2015      |
| 22             | 8  | "O Pente!"                          | 28 de maio de 2015      |
| 23             | 9  | "Concurso de Fotografia Big Bang!"  | 4 de junho de 2015      |
| 24             | 10 | "A Vingança do Gelzinho?"           | 5 de junho de 2015      |
| 25             | 11 | "Trocas de Personalidades!"         | 11 de junho de 2015     |
| 26             | 12 | "O Concurso!"                       | 12 de junho de 2015     |

## 3ª Temporada (2016)
| Primeira Parte |    |                         |                         |
| 27             | 1  | "Os Três Estágios"      | 15 de fevereiro de 2016 |
| 28             | 2  | "O Quadro da Fama"      | 16 de fevereiro de 2016 |
| 29             | 3  | "A Coceira do Sucesso"  | 17 de fevereiro de 2016 |
| 30             | 4  | "Dia do Fã"             | 18 de fevereiro de 2016 |
| 31             | 5  | "O Príncipe"            | 22 de fevereiro de 2016 |
| 32             | 6  | "Frankwood"             | 23 de fevereiro de 2016 |
| 33             | 7  | "O Fim?"                | 24 de fevereiro de 2016 |
| 34             | 8  | "O College 11 Forever"  | 25 de fevereiro de 2016 |
| 35             | 9  | "Uma Noite Muito Louca" | 29 de fevereiro de 2016 |
| 36             | 10 | "Love Is in The Air"    | 1 de março de 2016      |
| 37             | 11 | "A Solução Nerd"        | 2 de março de 2016      |
| 38             | 12 | "A Malvada"             | 3 de março de 2016      |
| 39             | 13 | "O Grande Golpe"        | 4 de março de 2016      |
| Segunda Parte  |    |                         |                         |
| 40             | 14 | "O Dia Seguinte"        | 28 de março de 2016     |
| 41             | 15 | "Casal Magia"           | 29 de março de 2016     |
| 42             | 16 | "Otelo"                 | 30 de março de 2016     |
| 43             | 17 | "O Beijo Amargo"        | 31 de março de 2016     |
| 44             | 18 | "A Tempestade"          | 4 de abril de 2016      |
| 45             | 19 | "Segredos e Mentiras"   | 5 de abril de 2016      |
| 46             | 20 | "Quiz do Amor"          | 6 de abril de 2016      |
| 47             | 21 | "Boys and Girls"        | 7 de abril de 2016      |
| 48             | 22 | "Mensagem pra Você"     | 11 de abril de 2016     |
| 49             | 23 | "O Plano de Lucas"      | 12 de abril de 2016     |
| 50             | 24 | "Caipi'roll"            | 13 de abril de 2016     |
| 51             | 25 | "O Recorde"             | 14 de abril de 2016     |
| 52             | 26 | "Meme Award"            | 15 de abril de 2016     |